# Softádes
Softádes (grec moderne : Σοφτάδες) est un village de Chypre de plus de 62 habitants.